# Alexei Iljitsch Tschirikow

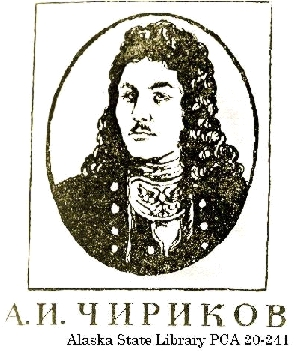
A.I. Tschirikow

Alexei Iljitsch Tschirikow (russisch Алексей Ильич Чириков, wiss. Transliteration Aleksej Il'ič Čirikov; * 13. Dezemberjul. / 24. Dezember 1703greg.in Luschnoje, Gouvernement Tula; † November 1748) war ein russischer Seemann und Sibirienforscher.

## Leben und Wirken
1721 schloss er seine Ausbildung auf der Akademie der russischen Marine ab. Er nahm als Schiffskommandeur zwischen 1725 und 1730 an der Ersten und von 1733 bis 1743 mit dem Steuermann Iwan Jelagin an der Zweiten Kamtschatkaexpedition unter der Führung von Vitus Bering teil. Bei letzterer wurden Alaska und Teile der Aleuten entdeckt.
Am 25. Juli 1741 (einen Tag vor Bering) sichtete er Land an der Südostküste Alaskas – wahrscheinlich bei der Baker Island außerhalb der Prince-of-Wales-Insel. In der folgenden Woche versuchte Tschirikow zwei Erkundungstrupps an Land zu schicken, doch beide verschwanden auf mysteriöse Weise, und so kehrte die St. Paul Alaska den Rücken und erreichte am 23. Oktober wieder ihren Heimathafen Petropawlowsk.
1742 war er an einem Suchtrupp für Berings Schiff beteiligt, das in Seenot geraten war. Bei der Suche entdeckte er die Insel Attu. Im Jahr 1746 war er an der Erstellung einer Karte für russische Entdeckungen im Pazifik beteiligt.
Kaps auf den Inseln Kyūshū, Attu, in der Bucht von Anadyr, der Bucht von Tauiskaja, ein Unterwasserberg im Pazifik und die Tschirikow-Insel in Alaska tragen heute Tschirikows Namen. Der Asteroid (13214) Chirikov ist nach ihm benannt.